# Jean II av Namur
Jean II av Namur, född 1311, död 2 april 1335, var markis av Namur åren 1330-1335.
Han var äldste son till Jean I av Namur och Marie av Artois.
Han efterträdde sin far den 26 januari 1330. Han gick med i allians mot Johan III av Brabant men p.g.a. Filip VI av Frankrikes ingripande avvärjdes konflikten.
Jean dog ogift, men hade en illegitim son vid namn Filip som dödades år 1380 då han försvarade Dendermonde. Han efterträddes av sin bror Guy.